# Franz Böhm
Franz Böhm (Konstanz, 16 de febrero de 1895-Rockenberg, 26 de septiembre de 1977) fue un político, abogado y economista alemán. 

## Biografía
Estudió leyes en Friburgo, donde se convirtió en profesor en 1933. Durante el periodo de la Alemania Nazi se asoció al movimiento de resistencia y sobrevivió solo por una confusión de nombres. Esta confusión se relaciona con el arresto del sacerdote católico Franz Boehm, que ya había sido arrestado el 5 de junio de 1944 por predicar contra el sistema cinematográfico nazi.
Böhm desarrolló junto con Walter Eucken y Hans Großmann-Doerth el concepto de Ordoliberalismo y fue un importante autor de la llamada "Economía social de mercado".